# لغة التيدا
لغة التودا Tudaga (تدغا) هي لغة ثانوية من اللغات النيلية صحراوية يتكلم بها التبو عامة ( تودا Tuda ودزغدا  Dazagada ) في شمال تشاد وشرق النيجر وأقصى جنوب ليبيا ، ويبلغ عدد المتكلمين بها حوالي 500.000 نسمة.

## مقالات ذات صلة
- التبو
- لغة الدزازا